# Israel Folau
Israel Folau (Tongan: ‘Isileli Folau) (Nueva Gales del Sur, 3 de abril de 1989) es un jugador australiano de rugby que se desempeña como fullback o wing. Fue nominado a Mejor jugador del mundo en 2012 y 2017. Normalmente era un jugador titular de los Wallabies. Actualmente juega para los Urayasu D-Rocks en la Japan Rugby League One – Division 2  japonesa y en la selección de Tonga.

## Carrera
Folau jugó al rugby league hasta 2011, cuando decidió abandonar este deporte para unirse a los Greater Western Sydney Giants de la AFL, la Liga de Fútbol australiano. Sin embargo, y tras dos años con poco éxito en este deporte, en diciembre de 2012 anunció que jugaría al rugby union en los Waratahs a partir de la temporada 2013. Folau demostró potencial en el rugby union y su desempeño ha sido comparado por varios jugadores y entrenadores a la del neozelandés Sonny Bill Williams que también jugó al rugby league.

## Selección nacional
Folau hizo su debut con Australia el 22 de junio de 2013 en un partido amistoso ante los British and Irish Lions en una gira que estos hicieron por tierras australianas. En este partido Folau anotó su primer ensayo con los wallabies. En 2015 Folau y los wallabies se proclamaron campeones del Rugby Championship al derrotar a los All Blacks por 27-19 en el Estadio ANZ de Sídney
En 2015 fue seleccionado para formar parte de la selección australiana que participaría en la Copa Mundial de Rugby.
En 2018, Israel Folau fue suspendido por la federación australiana por unas declaraciones homófobas, lo que hizo que no pudiera ser convocado para la Copa Mundial de Rugby de 2019.

## Palmarés
- Campeón del Super Rugby 2014.
- Campeón del Rugby Championship 2015